# محمد بن سعيد أيت إيدر
محمد بن سعيد أيت إيدر (1 يوليو 1925- 6 فبراير 2024)، في تين منصور بإقليم شتوكة أيت باها، وهو سياسي مغربي ويعد من رموز اليسار المغربي، بدأ مسيرته السياسية كمقاوم للاستعمار الفرنسي. عبر محمد بن سعيد أيت إيدر في عدة مناسبات عن معارضته لنظام حكم الملك الحسن الثاني، مما كلفه حكما غيابيا بالإعدام شمله مع مجموعة من المناضلين اليساريين المغاربة.

## مسيرته
ولد بقرية تين منصور يإقليم شتوكة أيت باها وسط المغرب، تلقى تعليمه بعدد من مدارس سوس العتيقة. بعد نهاية الحرب العالمية الثانية التقى لأول مرة بالفقيه محمد المختار السوسي. انتقل إلى مراكش لمتابعة دراسته مدرسة ابن يوسف وانفتح على العمل الوطني برفقة عبد الله إبراهيم وعبد القادر حسن، والمهدي بن بركة. كما شارك في قيادة فرق جيش التحرير المغربي وتكوين خلايا المقاومة رفقة قيادات أخرى مثل عمر المسفيوي ومحمد باهي. هذا بالإضافة لقيادات أخرى بميدان القتال مثل ناضل الهاشمي وادريس بن بوبكر والانصاري بلمختار ولغظف بن عبد الله وغيرهم.
تعرض للاعتقال في بداية الاستقلال مع عدد من أطر المقاومة وجيش التحرير. لجأ مبكرا إلى الجزائر، ثم انتقل إلى فرنسا، وساهم في تأسيس منظمة 23 مارس. كما أسس بعد عودته إلى المغرب منظمة العمل الديمقراطي الشعبي سنة 1983 وتولى مهمة الأمين العام لها. وباسمها انتخب نائباً في البرلمان عن إقليم شتوكة أيت باها. وساهم سنة 1992 في تأسيس الكتلة الديمقراطية وفي توحيد شتات اليسار سنة 2002 بتأسيس حزب اليسار الاشتراكي الموحد وفيه تخلى عن منصب الأمين العام واكتفى بموقع الرئيس.
فكونه ينحدر من عائلة ميسورة، هذا ماجعل سياسته غير مبنية على حب السلطة والمال،حيث انه كان ومازال مخلصا لوطنه وهذا يتجلى في كونه حارب من اجل الاستقلال، وناضل بعد الحصول عليه في تقدم وازدهار البلد من الناحية التنظيمية وذالك بتاسيس مجموعة من الاحزاب .

## من مؤلفاته
- «صفحات من ملحمة جيش التحرير بالجنوب المغربي» سنة (2001).The Moroccan Liberation Army; South Morocco[4]

## الوفاة
توفي محمد بن سعيد أيت إيدر في 6 فبراير 2024 عن عمر ناهز الثامنة والتسعين.

## وصلات خارجية
- (فيديو) محمد سعيد أيت إيدر لقاء مع قناة الجزيرة برنامج شاهد على العصر